# Vandr
Vandr (z něm. wandern, putovat) má dva významy. V tom původním označuje tradiční povinné několikaleté cestování po vyučení se řemeslu. Tato tradice má původ ve středověku. V současnosti se používá k označení vícedenního pěšího výletu do přírody, který je uskutečněn jen s nejnutnější výbavou a zahrnuje přespání takzvaně „pod širákem“, maximálně v nějakém provizorním přístřešku.

## Historické kořeny – původní význam
Ve středověku musel učedník několik let žít a pracovat v domácnosti svého mistra. Po ukončení učení musel řemeslník (tovaryš) strávit několik let na cestách a získávat zkušenosti z různých dílen. Po ukončení tohoto období si mohl založit svoji dílnu, vyrobit mistrovský kus a po jeho schválení se stát členem cechu a otevřít si ve městě v rámci cechu svoji dílnu.

## Současné používání – přenesený význam
V současnosti se jako vandr označují pěší výlety, které provozují lidé, kteří mají rádi přírodu a nevadí jim jistá míra nepohodlí, které při putování zažívají.
Vandr se nejčastěji uskutečňuje o víkendech nebo o svátcích, kdy je pracovní volno. Dříve se na výchozí místo účastníci dopravovali nejčastěji vlakem, nyní se požívá i autobus nebo auto. Dále se pokračuje výhradně pěšky. Trasa vandru se obvykle naplánuje předem a vede po místech, která jsou něčím zajímavá. Může se jednat například o zříceniny hradů, vyhlídková místa, skalní útvary, vodní plochy apod. Vandr se zpravidla vyhýbá místům se zvýšeným pohybem osob jako jsou například velmi známé a hodně navštěvované hrady či zámky. Také vede mimo města a hustě obydlené lokality.
Nezbytnou součástí vandru je přespání ve volné přírodě, nejčastěji v lese nebo v jeho těsné blízkosti. Přespává se, pokud to jde, na nějakém odlehlém místě pod širým nebem, téměř vždy ve spacím pytli, pod který se jako podložka obvykle podkládá celta nebo karimatka. Také je možné postavit si provizorní přístřešek například pomocí větví a celty či plachty nebo přespat v jeskyni, pod skalním převisem nebo jiném vhodném místě. Někdy se pro přespání používají i opuštěné seníky, krmelce, posedy nebo podobné stavby. Teoreticky je možné přespávat i pod stanem, ale je pak sporné, zda se v takovém případě ještě jedná o vandr.
Poměrně často se v místě přespání zakládá ohniště a na ohni se připravuje jídlo. Buď se nad plameny opékají uzeniny nebo se přímo na ohni vaří. K tomu se používají konstrukce ze dřeva a kotlíky nebo ešusy.
Účastníci vandru někdy nosí oblečení vojenského charakteru, například takzvané „maskáče“ (maskovací oblečení), ale není to podmínkou. Často se na oblečení vyskytuje zelená barva, ale ani to není pravidlem.
Potřebné vybavení se téměř vždy nosí v batohu nebo krosně na zádech. Mezi základní výbavu patří:
- spací pytel
- celta
- karimatka
- zápalky
- svítilna
- jídlo a pití
- teplé oblečení (zejména na noc)
- lopatka (na vyhloubení ohniště)
- nůž
- základní hygienické potřeby
- igelitové pytlíky na zabalení věcí (proti navlhnutí)
- větší pytel na odpadky
- mokrá žínka nebo vlhčené ubrousky (na umytí rukou)
- mapa (v současnosti spíše mobil s mapovou aplikací)

Je možné se také setkat s výrazem „čundr“. Někdy se jedná o synonymum slova „vandr“, ale jindy se oba výrazy odlišují. V takovém případě se jako „čundr“ označuje akce, na které se ve zvýšené míře konzumují alkoholické nápoje.[zdroj?]